# Voetbalkampioenschap van Lübeck-Mecklenburg 1925/26
In 1925/26 werd het vierde voetbalkampioenschap van Lübeck-Mecklenburg gespeeld, dat georganiseerd werd door de Noord-Duitse voetbalbond. 
Lübecker BV Phönix 03 werd kampioen en plaatste zich voor de Noord-Duitse eindronde. De club verloor in de eerste ronde met van Holstein Kiel. 

## Bezirksliga
| Plaats | Club                    | Wed. | W  | G | V  | Saldo | Ptn   |
| ------ | ----------------------- | ---- | -- | - | -- | ----- | ----- |
| 1.     | Lübeck BV Phönix 1903   | 14   | 12 | 1 | 1  | 61:17 | 25:3  |
| 2.     | Schweriner FC 03        | 14   | 11 | 0 | 3  | 56:26 | 22:6  |
| 3.     | FC Germania 1904 Wismar | 14   | 8  | 1 | 5  | 40:32 | 17:11 |
| 4.     | Rostocker FC 1895       | 14   | 6  | 2 | 6  | 26:40 | 14:14 |
| 5.     | Oldesloer SV            | 14   | 5  | 2 | 7  | 34:51 | 12:16 |
| 6.     | VfL Schwerin            | 14   | 5  | 0 | 9  | 19:36 | 10:18 |
| 7.     | Lübecker SV 1913        | 14   | 4  | 0 | 10 | 25:32 | 8:20  |
| 8.     | VfR Lübeck              | 14   | 2  | 0 | 12 | 27:54 | 4:24  |

|  | Kampioen, geplaatst voor Noord-Duitse eindronde |
|  | Deelname promotie/degradatie eindronde          |

VfR Lübeck speelde een eindronde met VfL Eutin en Rostocker SV 99, er zijn geen resultaten meer bekend, enkel dat Lübeck het behoud kon verzekeren.